# Jarosław Książek
Jarosław Książek (ur. 13 października 1957 w Warszawie) – polski historyk i dyplomata, konsul generalny RP w Charkowie (2003–2006), Brześciu (2006–2010) i Grodnie (2016–2021).

## Życiorys
W 1981 ukończył studia w Instytucie Historycznym Uniwersytetu Warszawskiego. Na tejże uczelni uzyskał również doktorat (1992) na podstawie pracy Obraz dziejów Polski w publicystyce i historiografii Obozu Narodowego 1918–1939 (promotor – Jerzy Maternicki).
Po ukończeniu studiów przez rok uczył historii w warszawskim liceum, a przez następnych 10 lat pracował naukowo w Instytucie Historycznym UW. W latach 1992–1993 pracował w Ministerstwie Edukacji Narodowej. Od 1993 zatrudniony w Ministerstwie Spraw Zagranicznych. Przez dwa lata był doradcą w Departamencie Strategii i Planowania, a następnie (1995–1997) w Departamencie Europy Wschodniej, gdzie zajmował się Rosją i krajami WNP. Od 1997 pełnił funkcje I sekretarza oraz radcy w ambasadzie w Seulu. Po powrocie do Polski w 2001 został doradcą w Departamencie Planowania Polityki Zagranicznej MSZ.
W latach 2003–2006 był konsulem generalnym w Charkowie. Od 2006 do 2010 sprawował funkcję konsula generalnego RP w Brześciu. Po powrocie kierował Wydziałem ds. Federacji Rosyjskiej w Departamencie Wschodnim MSZ. Następnie był zastępcą ambasadora w ambasadzie RP w Moskwie w randze radcy-ministra (2011–2015). Od 2015 do 2016 kierownik Wydziału ds. Kaukazu Południowego w DW MSZ. Od 2016 do marca 2021 był konsulem generalnym w Grodnie. Po powrocie pracował w Departamencie Strategii Polityki Zagranicznej MSZ.
Żonaty z Elżbietą, ojciec Mikołaja i Martyny.